# Schizophthirus jaczewskii
Schizophthirus jaczewskii är en insektsart som beskrevs av Cais 1974. Schizophthirus jaczewskii ingår i släktet Schizophthirus och familjen gnagarlöss. Inga underarter finns listade i Catalogue of Life.